# Виторија (Бразил)
Виторија (порт. Vitória) град је у Бразилу у савезној држави Еспирито Санто.  Према процени из 2007. у граду је живело 314.042 становника.

## Географија

### Клима
| Клима (Виторија)           | Клима (Виторија) | Клима (Виторија) | Клима (Виторија) | Клима (Виторија) | Клима (Виторија) | Клима (Виторија) | Клима (Виторија) | Клима (Виторија) | Клима (Виторија) | Клима (Виторија) | Клима (Виторија) | Клима (Виторија) | Клима (Виторија) |
| Показатељ \ Месец          | .Јан.            | .Феб.            | .Мар.            | .Апр.            | .Мај.            | .Јун.            | .Јул.            | .Авг.            | .Сеп.            | .Окт.            | .Нов.            | .Дец.            | .Год.            |
| -------------------------- | ---------------- | ---------------- | ---------------- | ---------------- | ---------------- | ---------------- | ---------------- | ---------------- | ---------------- | ---------------- | ---------------- | ---------------- | ---------------- |
| Средњи максимум, °C (°F)   | 30,9 (87,6)      | 31,6 (88,9)      | 31,1 (88)        | 29,4 (84,9)      | 27,9 (82,2)      | 26,7 (80,1)      | 25,9 (78,6)      | 26,6 (79,9)      | 26,5 (79,7)      | 27,3 (81,1)      | 28,2 (82,8)      | 29,6 (85,3)      | 31,6 (88,9)      |
| Средњи минимум, °C (°F)    | 23,1 (73,6)      | 23,7 (74,7)      | 23,4 (74,1)      | 22,3 (72,1)      | 20,8 (69,4)      | 19,5 (67,1)      | 18,8 (65,8)      | 19,2 (66,6)      | 19,8 (67,6)      | 20,8 (69,4)      | 21,6 (70,9)      | 22,4 (72,3)      | 18,8 (65,8)      |
| Количина падавина, mm (in) | 143 (56,3)       | 82 (32,3)        | 111 (43,7)       | 89 (35)          | 81 (31,9)        | 65 (25,6)        | 78 (30,7)        | 55 (21,7)        | 78 (30,7)        | 127 (50)         | 170 (66,9)       | 195 (76,8)       | 1,274 (501,6)    |
| [ тражи се извор ]         |                  |                  |                  |                  |                  |                  |                  |                  |                  |                  |                  |                  |                  |

## Становништво
Према процени из 2007. у граду је живело 314.042 становника.
| 1991.   | 2000.   |
| ------- | ------- |
| 258.777 | 292.304 |